# Onomasiología
La onomasiología (del griego clásico: ὀνομάζω [onomádzο] ‘nombrar’ y ὄνομα [ónoma] ‘nombre’, que derivan en ὀνόμασις > ὀνομασία más la pseudodesinencia -λοɣία [-logía] ‘estudio de’) es la rama de la lexicología que estudia la relación que va desde el concepto o el significado  (la idea) al significante  (la palabra, la forma).
En efecto, la onomasiología es la rama de la lexicología que estudia la relación que va desde el  significante partiendo desde un concepto existente en la realidad, al significado (abstracto o concreto); y responde a la pregunta "¿cómo está expresado X?", donde X es un concepto (por ejemplo una idea, un objeto, una cualidad, una actividad), y las respuestas a la pregunta  son las diversas palabras usadas para expresar tal concepto.
Este estudio es útil para los investigadores de la  lingüística que observan la mutación de las palabras  (los Signifiants de Ferdinand de Saussure) diacrónicamente, es decir a lo largo del tiempo. En este caso se habla de "onomasiología diacrónica", aunque existe también una "onomasiología sincrónica", que se ocupa del estudio de cómo diversos términos pueden referirse a un mismo periodo temporal.
Es frecuentemente estudiada junto a la semasiología, que atraviesa el mismo camino conceptual aunque en dirección opuesta.

## Características principales
La onomasiología es entonces una disciplina lingüística encabalgada entre la semántica y la lexicología ya que la onomasiología trata sobre el análisis del léxico de una lengua a partir de sus significados.
Los conjuntos investigados por la onomasiología no se restringen solo a los sinónimos, sino a abrazar el campo semántico en toda a su extensión de cada palabra importante dentro de la lengua. Normalmente son obras de perspectiva onomasiológica los diccionarios conceptuales, los diccionarios analógicos, los diccionarios ideológicos y algunos de los llamados diccionarios inversos (no todos, ya que el  mismo término se usa también para los diccionarios de rima o morfológicos).

## Aplicación
El uso más básico de esta disciplina es didáctico: enseñar al aprendizaje por el método más efectivo que es el "situacional". En cuanto el estudiar largas listas de palabras con sus equivalencias permite la internalización de un idioma desde su significado.
Sin embargo la utilidad de la onomasiología no se restringe a tal aplicación antecitada ya que en la lingüística teórica permite reconocer elementos fundamentales de partes variadas  de la gramática tradicional:
- en sintaxis, permite acelerar el trabajo con las solidaridades léxicas;
- en morfología, posibilita buscar relaciones entre la forma y el contenido de cada grupo de palabras, o entre la semántica y la  estructura fónica;
- en historia de la lengua, permite igual que en el caso anterior reunir causas para la analogía.